# Галлахер, Эдвин
Э́двин Б. Га́ллахер (англ. Edwin B. Gallagher), он же Э́д Га́ллахер (англ. Ed Gallagher; 6 апреля 1957, Нью-Йорк, штат Нью-Йорк, США — 4 мая 2005, Нью-Рошелл, штат Нью-Йорк, США) — американский футболист, тэкл и лаймэн команды Питтсбург Пантерс в 1970-х годах. В 1985 году, из-за нежелания принимать собственную гомосексуальность и находясь в состоянии глубокой депрессии, предпринял неудачную попытку самоубийства, повредил позвоночник и стал инвалидом. Гражданский активист; помогал гомосексуальным людям в преодолении внутренней гомофобии, боролся с гомофобией в спорте и защищал права инвалидов. Основатель организации «Действуй, чтобы преуспеть».

## Биография
Родился 6 апреля 1957 года на Манхэттене. Рос в деревеньке Норт-Уайт-Плейнс под Нью-Йорком. Окончил среднюю школу Валхалла и поступил в Питтсбургский университет, который окончил со степенью в области журналистики. Ещё во время обучения в школе начал играть в американский футбол. С 1977 по 1979 год играл в за университетскую команду «Питтсбург Пантерс». Галлахер был нападающим игроком. В 1976 году его команда была признана национальным чемпионом страны. Он думал продолжить спортивную карьеру в составе «Нью-Йорк Джетс», но не сложилось

.
Все эти годы спорт помогал Галлахеру бороться с собственной гомосексуальностью, которую он отказывался принимать. Пауза в спортивной карьере привела к глубокой депрессии. В 1985 году, после посещения гей-бара в Гринвич-Виллидж и первого в своей жизни сексуального опыта с мужчиной, его охватила сильная тревога. По дороге домой он наткнулся на печатное издание со статьёй о распространении СПИДа среди гомосексуалов. Страх перед аутингом и заражением ВИЧ привёл Галлахера к мысли покончить жизнь самоубийством. Через некоторое время после поездки в Гринвич-Виллидж, он пришёл к плотине Кенсико и бросился вниз. Как вспоминал о своём состоянии сам он позднее: «Самоубийство эгоистично, но я не видел другого способа спасти себя и защитить других. Я не хотел быть известен, как педик, умерший от СПИДа». На самом деле он был совершенно здоров. По иронии судьбы жизнь ему спас студент, который тоже пришёл в тот день на плотину, чтобы покончить с собой, но Галлахер его опередил.
В течение следующих пяти месяцев, находясь в тяжёлом состоянии в больнице округа Уэстчестер, он не оставлял попыток самоубийства. Его ненависть к себе выплёскивалась на медицинский персонал. Травма позвоночника навсегда лишила его возможности передвигаться самостоятельно, а из-за возникших вследствие падения проблем с пяткой врачам пришлось ампутировать её часть, сохранив ему ногу. В это же время Галлахер, наконец, смог принять себя. У него появилась цель. Он решил посвятить свою жизнь помощи людям, таким же как он, страдающим от внутренней гомофобии и инвалидам.
Им была основана некоммерческая организация и веб-сайт «Действуй, чтобы преуспеть», деятельность которых была направлена на предотвращение самоубийств, поддержание эмоционального и сексуального здоровья, творческих возможностей и потенциала, а также свободы выражения и защите прав всех людей. В 1994 году он написал книгу «Джонни на месте», основанную на личном опыте гомосексуала с травмой спинного мозга. Им также были написаны и изданы книги «Проживу ли я ещё день, прежде чем умру. Мысли о самоубийстве и жизни» и «Релиз американских горок — собрание организованного хаоса». Галлахер вёл передачу «Загон мистера Эда» на кабельном телевидении Уэстчестера.
После вынужденного каминг-аута, несмотря на инвалидность, его личная жизнь изменилась в лучшую сторону. Хотя он и был парализован ниже груди, со слов самого Галлахера, это не мешало ему вести активную половую жизнь. Он также говорил, что после того, как стал открытым гомосексуалом никогда не чувствовал себя более эмоционально свободным.
За двадцать лет в качестве гражданского активиста Галлахер оказал помощь тысячам людей. Он публично говорил о проблемах гомосексуалов и людей с инвалидностью, в том числе в интервью для передачи «Преимущество» на радиостанции Cи-би-си в эпизоде «Последний шкаф», посвящённом гомофобии в спорте, который был выпущен в 1993 году. Эд Галлахер умер в своём доме в городке Нью-Рошелл под Нью-Йорком 4 мая 2005 года.